# Osman Achmatowicz

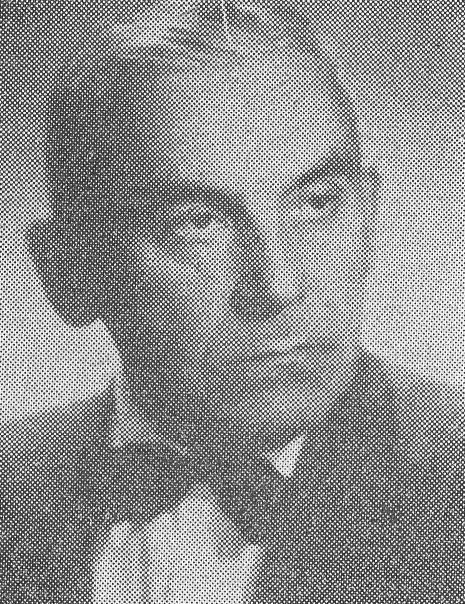
Osman Achmatowicz in den 1960er Jahren

Osman Achmatowicz (* 16. April 1899 in Bergaliszki bei Aschmjany; † 4. Dezember 1988 in Warschau) war ein polnischer Chemiker und Hochschulprofessor tatarischer Abstammung.
Er war Sohn des Rechtsanwalts Aleksander Achmatowicz, Justizministers und Senators der Volksrepublik Krim (1917–1918), nach 1918 Senators der Zweiten Polnischen Republik und dessen Ehefrau Emilia geb. Kryczyński. Osman Achmatowicz besuchte die Mittelschule in Sankt Petersburg bis zum Abitur 1916. 1918 kam er mit seiner Familie nach Wilna.
Achmatowicz kämpfte im Polnisch-Sowjetischen Krieg (1920) im Regiment der Tatarischen Ulanen.
Während des Studiums an der Stefan-Bathory-Universität Wilna (Diplom 1925) war er Mitglied der Studentenverbindung Konwent Polonia.
Er wurde zum Professor an der Universität Warschau (1934–1939 und 1953–1969) sowie an der Polytechnischen Hochschule Łódź (1946–1953) berufen.
Während des Zweiten Weltkrieges nahm er am geheimen Unterricht teil.
1945 wurde er zum Mitglied der Polnischen Akademie der Gelehrsamkeit, 1952 zum Mitglied der Polnischen Akademie der Wissenschaften gewählt. Seit 1984 war er Mitglied der Warschauer Wissenschaftsgesellschaft.
1964 bis 1969 bekleidete er den Posten des Direktors des Polnischen Kulturinstituts in London.
1960 erhielt er die Ehrendoktorwürde der Polytechnischen Hochschule Łódź.
Achmatowicz beschäftigte sich mit der organischen Chemie, besonders der Chemie der Alkaloide, Steroide und Sulfone sowie der Pflanzenchemie. Die 
Achmatowicz-Reaktion ist nach ihm benannt.

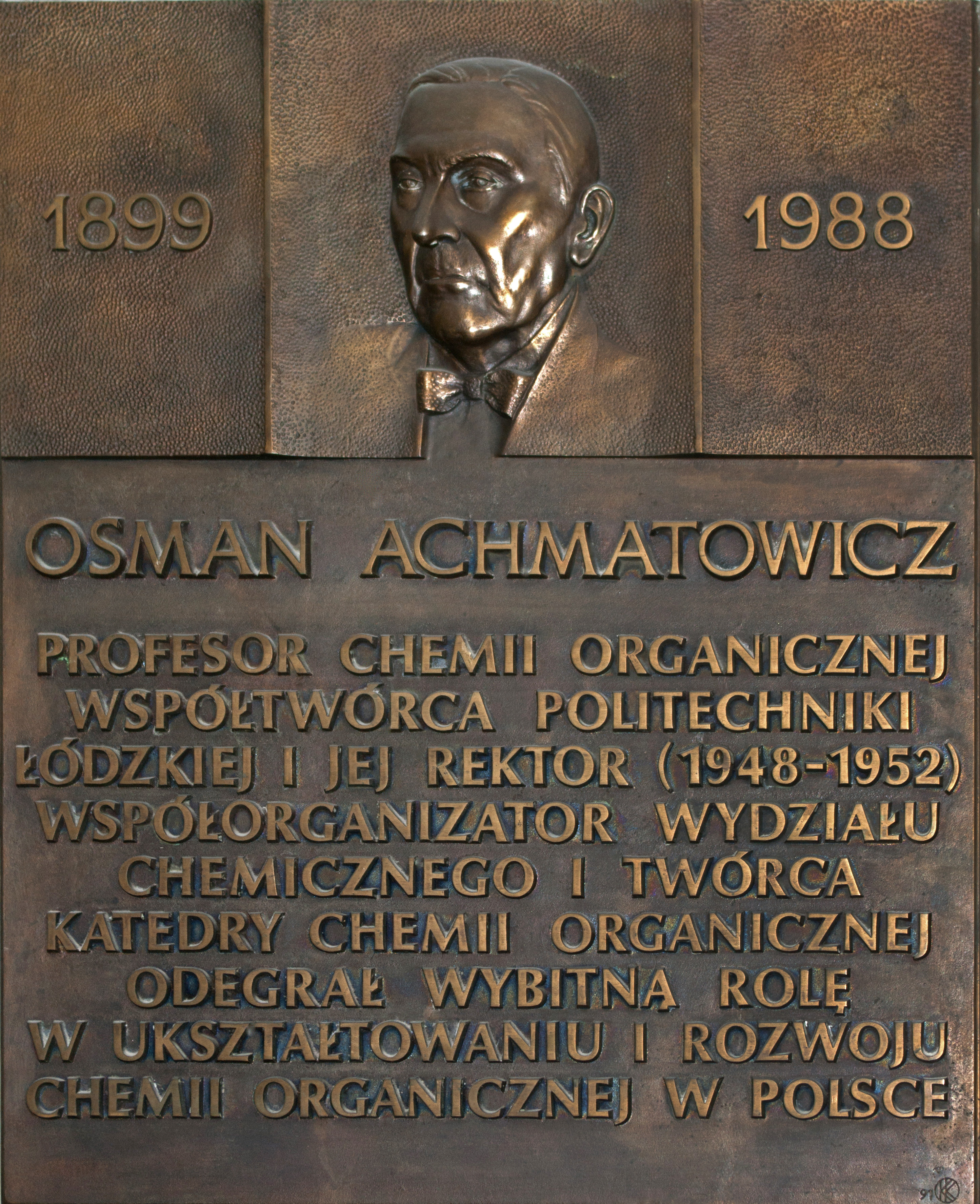
Gedenktafel an der Technischen Universität Łódź

## Privates
Achmatowicz heiratete Helena geb. Stankiewicz und wurde Vater von Emilia (* 1927), Osman (* 1931) und Selim (* 1933). Beide Söhne wurden ebenfalls Chemiker.
Osman Achmatowicz wurde 1951 mit dem Offizierskreuz und 1954 mit dem Komturkreuz des Orden Polonia Restituta ausgezeichnet. Er wurde auf dem Tatarischen Friedhof in Warschau bestattet.